# Nancy Augustyniak
Nancy Augustyniak (* 1. Februar 1979 in Peachtree City, Georgia) ist eine ehemalige US-amerikanische Fußballspielerin, die während ihrer Zeit in Deutschland zwei Titel gewann.

## Karriere
Bereits im Jugendalter spielte sie Fußball für das Team der McIntosh High School im gleichnamigen County in Georgia. Während ihres Studiums in Clemson spielte sie von 1997 bis 2000 für das Sport-Team der Clemson University, den Clemson Tigers, Fußball. Dort lernte sie auch ihren späteren Ehemann Joshua Goffi, einen brasilianischen Tennisspieler, kennen.
Im Jahr 2000 erfolgte die Nachwuchsrekrutierung für das Fußballfranchise Atlanta Beat für die Women’s United Soccer Association. Mit der Mannschaft erreichte sie in allen drei Spielzeiten die Ausscheidungsspiele und erreichte zweimal das Finale, das jeweils verloren wurde.
Im Januar 2004 wurde sie vom 1. FFC Turbine Potsdam für ein halbes Jahr unter Vertrag genommen. In der Bundesliga debütierte sie am 22. Februar – im Nachholspiel des siebten Spieltages – beim 2:0-Sieg im Heimspiel gegen den Hamburger SV mit Einwechslung für Annelie Brendel ab der 70. Minute. Mit dem letzten Spieltag der Hinrunde, der am 7. März 2004, nachgeholt wurde, und den elf Rückrundenspielen, in denen sie eingesetzt wurde, bestritt sie 13 Punktspiele, in denen sie zur Meisterschaft beitrug. Im Wettbewerb um den nationalen Vereinspokal kam sie am 29. Mai 2004 im Olympiastadion Berlin – als Vorspiel zum Männerfinale – vor 30.000 Zuschauern zum Einsatz. Beim 3:0-Sieg über den 1. FFC Frankfurt spielte sie bis zur 87. Minute, bevor sie für Franziska Liepack ausgewechselt wurde.
Danach schloss sie sich während der laufenden Spielzeit 2004 dem schwedischen Erstligisten Stattena IF bis Ende der Spielzeit am 24. Oktober an; mit Abstieg ihres Vereins, verließ sie ihn und kehrte nach Deutschland zurück.
Dort spielte sie für den VfL Wolfsburg und bestritt vom 6. März bis 10. April 2005 sechs Punktspiele, bevor sie in die Vereinigten Staaten zurückkehrte und ein halbes Jahr lang den FC Indiana Lionesses angehörte. Danach pausierte sie drei Jahre lang, bevor sie sich den Boston Breakers anschloss. In der vom 29. März bis 9. August 2009 ausgetragenen regulären Saison der Women’s Professional Soccer scheiterte ihre Mannschaft mit Platz 5 um einen Punkt an Platz 4, der die Teilnahme an der Play-off-Runde bedeutet hätte. Mit Ablauf des Kalenderjahres nahm sie Abschied vom Fußball und beendete ihre Karriere endgültig.

## Erfolge
- WPSL-Meister 2005 (mit den FC Indiana Lionesses)
- Deutscher Meister 2004 (mit dem 1. FFC Turbine Potsdam)
- DFB-Pokal-Sieger 2004 (mit dem 1. FFC Turbine Potsdam)
- US-Meisterschafts-Finalist 2001, 2003, -Halbfinalist 2002 (mit Atlanta Beat)

## Sonstiges
Ihre eineiige Zwillingsschwester Julie ging fußballerisch denselben Weg – bis auf die Zeit in Schweden –, bevor sich ihre Wege nach der Zeit bei den FC Indiana Lionesses trennten. In ihren sechs Punktspielen für den 1. FFC Turbine Potsdam spielten sie sechsmal gemeinsam.